# فريدي روخاس
فريدي روخاس (مواليد 27 أغسطس 1969) هو ملاكم كوبي، مثّل بلاده في الألعاب الأولمبية الصيفية 1996.

## روابط خارجية
فريدي روخاس على موقع أوليمبيديا (الإنجليزية)